# 广州西站
广州西站（原名西村站），位于中国广东省广州市荔湾区西村街道站前路91号，是一个四线一站台的车站，于1907年（清光绪33年）启用，为广茂铁路三等车站，隶属中国铁路广州局集团肇庆车务段管辖。

## 历史

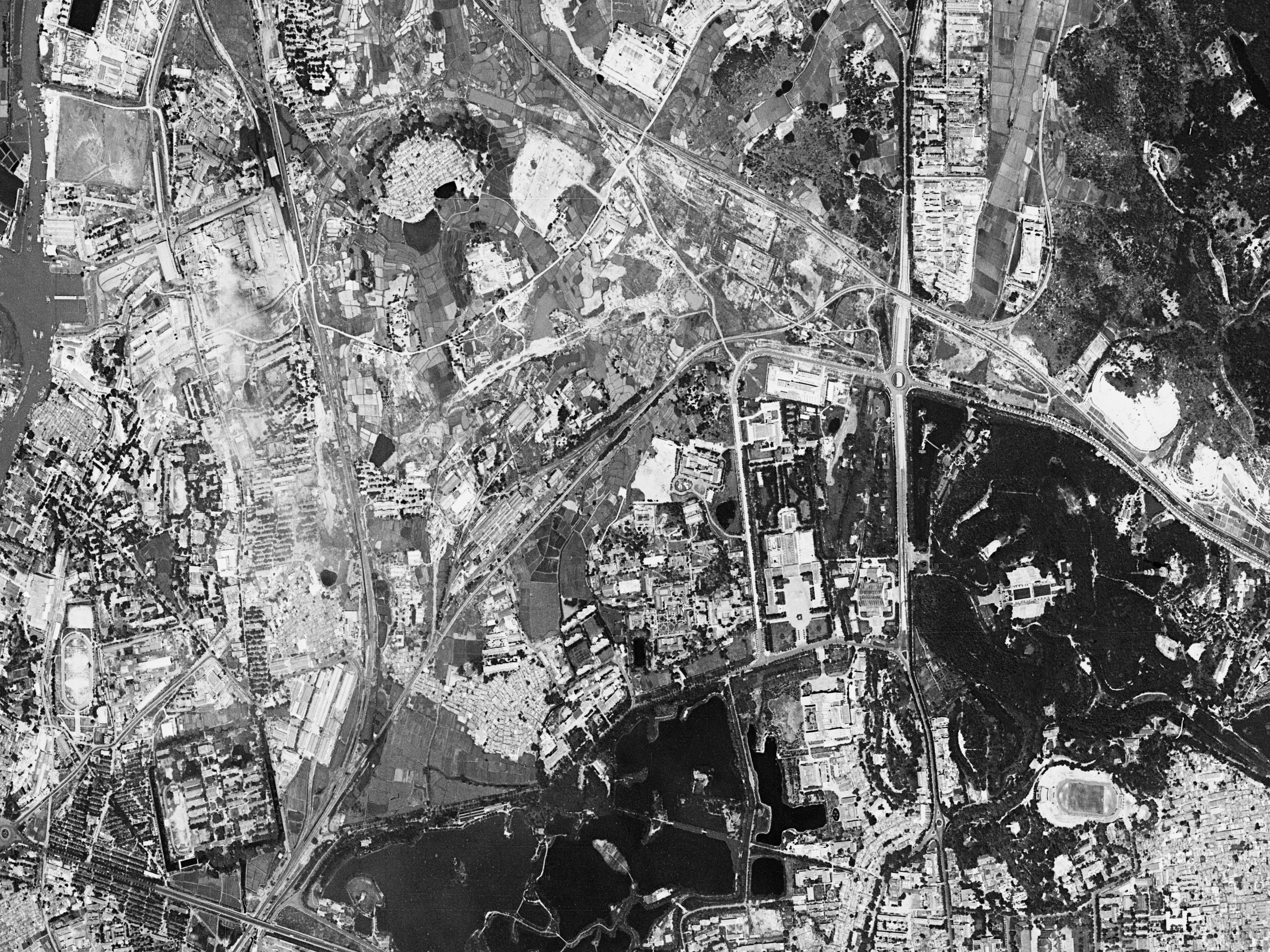
流西联络线（在今站前路）和广州机务段附近卫星图（1966年）

清朝光绪三十三年（1907年）修筑黄沙至江村段铁路时始建，因地处西村，故名西村站。民国36年（1947年）改称广州西站。中华人民共和国成立前为粤汉铁路的四等站，主要办理客运业务。从1952年起停止办理客运业务，改为北煤、北果南运，南菜、南果北运的货运终到站和始发站。
广州西站有一条连接本站附近的车辆段，通往广州站的单线联络线，称之为“流西联络线”，原址在今站前路，后来線路被完全拆除，车辆段在之後被拆除。
90年代，广州西站最为繁忙。到1989年底，该站站线共有10股，其中到发线4股，存车线1股，货物装卸线4股，集装箱装卸线1 股。货场总面积2.4万平方米。该站办理广南、三眼桥、广州、棠溪四个方向的列车接发作业，日均达40对，配有调车机车2台，担负广州北—广州西运货小交路貨運列车的解体、编组作业和专用线作业车、冰台加冰车、站内作业车和车辆段检修车的取送作业。广州水泥厂专用线原由棠溪站南部引出，后改为在此站北端引出。由于城市发展，专用线又经过數个主干道，造成堵车加重，于是接軌的专用线逐渐停用，该站的货运量减少，随后该站大量缩筑站线与车站范围。
从1998年起，本站在春运期间作为临时客运站，以分流节后到达广州地区旅客，减轻广州站的客运压力。2004年3月1日广州西站划归广东三茂铁路股份有限公司管理。从2016年起，广州西站不再于春运期间停靠客运列车。2017年4月26日起，车站停止办理货运业务。

## 与本站接轨的专用线
- 广州市燃料公司专用线
  - 广州市燃料公司专用线（又名“西场铁路”）是广州市燃料公司配套的铁路专用线，东起东风西路西焦生态公园南侧，西至富力路与南岸路交叉口，全长约960米[7]。
- 广弘食品集团铁路专用线
  - 广弘食品集团铁路专用线（又名“冷冻厂线”）是广东省广弘食品集团有限公司配套的铁路专用线，在广州西站附近出岔，经过东风西路、环市西路两条主干道后，到达广东省广弘食品集团有限公司冷库。它于1950年正式开通运营，2009年正式停用[8][9]。
- 广州发电厂专用线
  - 广州发电厂专用线（又名“发电厂线”）是广州发电厂配套的铁路专用线，在广州西站附近出岔，直插位于荔湾区南岸路荔港南湾附近的广州发电厂，已在2009年停用。
- 广州市蔬菜公司专用线
  - 广州市蔬菜公司专用线（又名“蔬果线”）是广州市蔬菜公司（现名为“广州果贸冷库有限公司”）配套的铁路专用线，在广州西站附近出岔（后面迅速分为两股，手动道岔），过了一个道口之后，在广州市荔湾区西村街道西湾东路18号广州蔬果大厦（又名“广州果贸冷库有限公司总部大楼”）设终点站“广州蔬菜果品企业集团有限公司仓库站”。该铁路专用线全长约为413米，在1953至1957年间建成，2013年停运，2022年拆除，现在是货运场的一部分，完全没有痕迹。
- 旧广州南站联络线
  - 因珠江大桥修建改道而新修的单线联络线，后随旧广州南站一同废弃，不久后拆除。旧广州南站联络线有一部分与新建的油库牵出线相邻。

### 更久远的线路
- 流西联络线
  - 在广州西站东北处分出，连接原广州车辆段及广州站，该联络线及车辆段（车辆段搬迁至广州站北边后原来用地改建住房）早已拆除没有痕迹，原址在今流花路及站前路。
- 水泥厂联络线
  - 在北边左侧分出的专用线，后随厂区拆迁一同废弃，现在毫无痕迹[10]。

### 图集

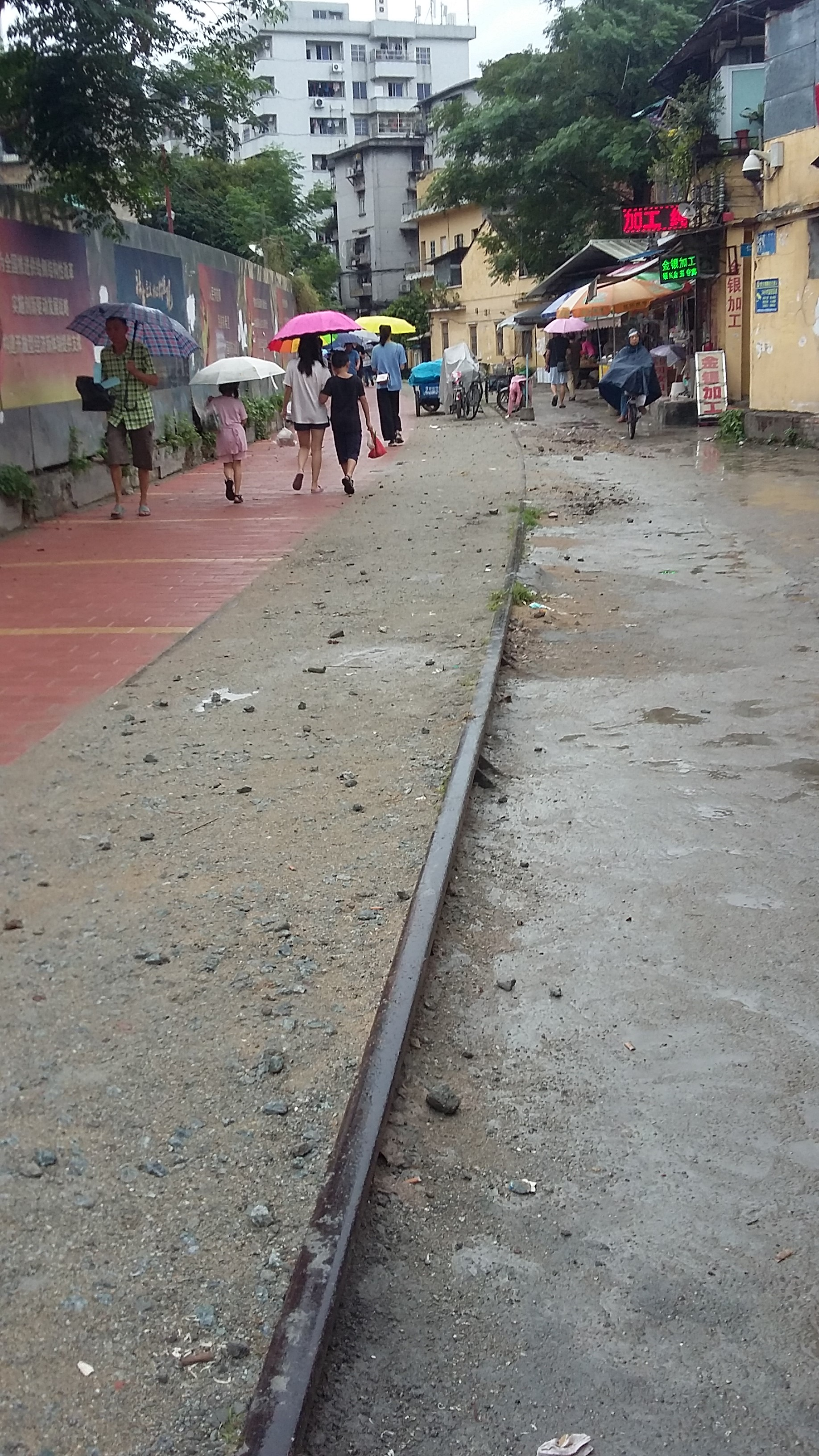
广弘食品集团铁路专用线路轨（摄于2019年7月31日）
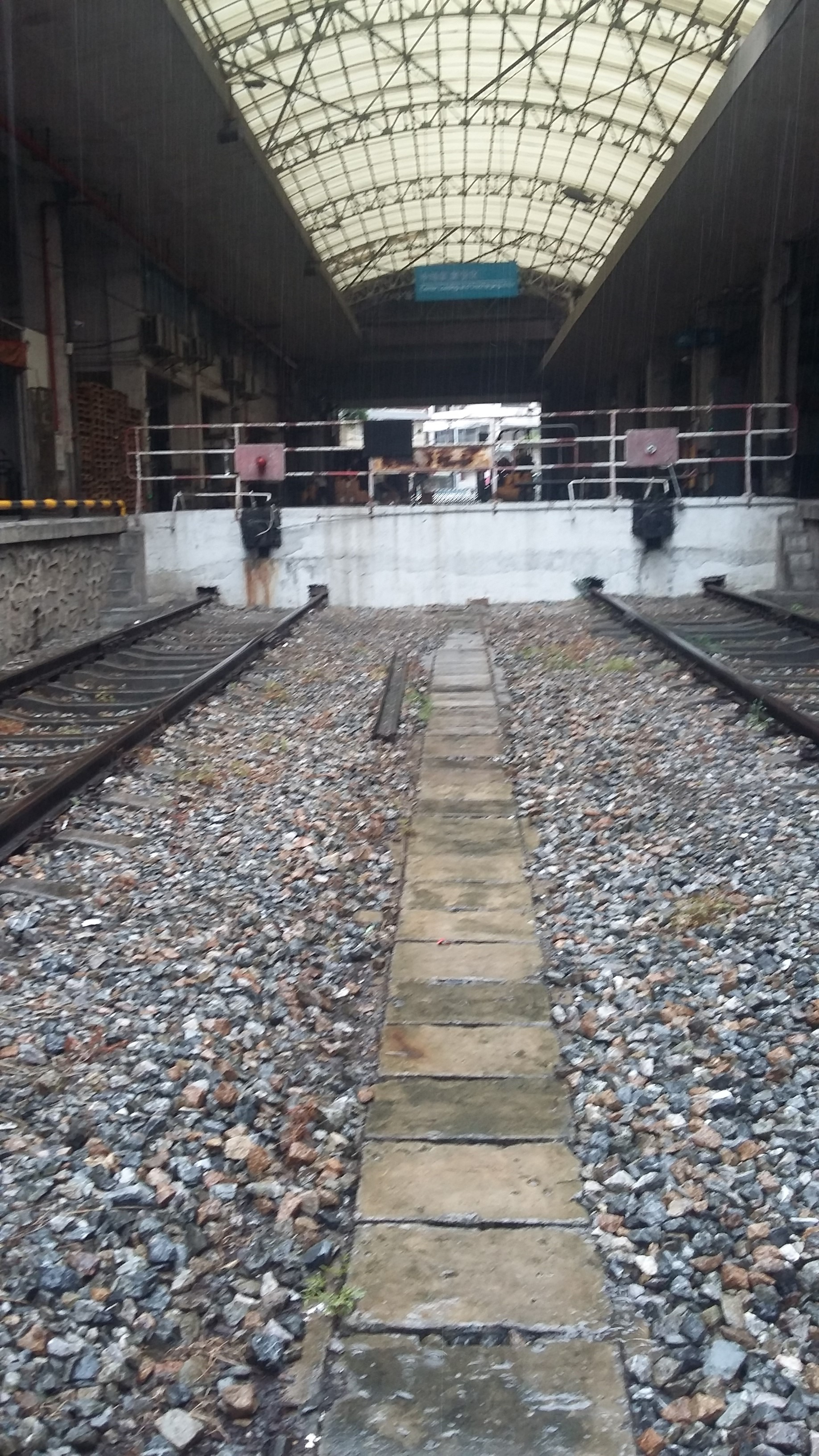
广州蔬菜果品企业集团有限公司仓库站站台（摄于2019年7月29日）

### 现状
- 2010年1月，广州市交通委员会公布《中心城区缓解交通拥堵方案》，提出将广弘食品集团铁路专用线和广州发电厂专用线的使用时间调整为晚上9时到次日早上6时，并计划将上述两条铁路专用线拆除改造为市政道路[11]。
- 2018年2月上旬，广州市城市更新局发布了广州境内73条废弃铁路专用线的改造计划，广州市燃料公司专用线被列为这类铁路的示范段[12]。

## 未来发展
因应广湛高铁建设需要，原有广茂铁路广州站至街边站区间将改建为广湛高铁的一部分，届时本站将改造为荔湾线路所，并新建广州西至白云联络线和广州西至三眼桥的三四线，两项工程均在此作为起点。